# 高田短期大学
高田短期大学（日语：／ Takada Tanki Daigaku *），简称高短，是一所位于日本三重县津市的私立短期大学。

## 概要

### 简介
- 学校最早可以追溯到1797年[3]。短期大学为于1966年开办[4]、由学校法人高田学苑经营[5]、来源于亲鸾的净土真宗、由于教育的基础是佛教。为男女同校[1]从1997年。

### 历史
- 1966年 高田短期大学成立并同时设置一个学科即保育科[4]。
- 1984年 教养科成立[4]。
- 1993年 两个学科改名为、以下列举[4]。
  - 保育科→幼儿教育学科、
  - 教养科→教养学科
- 1997年 开始招収男学生。
- 2001年 教养学科改编为办公室信息学科[注 6][4]。
- 2006年 人类护理福利学科[注 5]成立（但招生到于2012年）[4]。
- 2011年 办公室信息学科[注 6]更名为办公室人材培养学科[注 3][4]。

## 学校环境
- 校区：在三重县津市

## 历任校长
- 真弓慧光：第一代短期大学校长[6]。
- 栗原广海：现在短期大学校长[7]

## 组织

### 学科
- 儿童学科[注 1]
- 商务培养学科[注 2]

### 前学科
| - 办公室人材培养学科 - 人类护理福利学科 |

### 专科
| - 没有 |

### 业余课程
| - 没有 |

### 附属机关
| - 图书馆 - 育儿文化研究中心 - 佛教教育中心 |

## 相关链接
- 日本短期大学列表